# Mena (divinità)
Mena (anche detta Mene) nella mitologia romana è il nome della dea della fertilità e delle mestruazioni. 

## Fonti letterarie
La sua esatta attribuzione, tuttavia, non può essere stabilita attraverso alcun rinvenimento diretto di testi o documenti risalenti alla letteratura antica. 
Ventunesima figlia di Giove, Mena viene citata da Sant'Agostino, nella sua "Città di Dio", in cui fa riferimento ad essa come "la dea che sovrintende i periodi delle donne"; scopriamo, inoltre, che già in "Antiquitates rerum divinarum" di Varrone, come riferito proprio da Sant'Agostino, è presente il nome della dea Mena, dea del mestruo.

## Culto
Mena era una dea minore, esclusa dagli dèi eletti, ma all'atto del concepimento la tradizione vuole sia presente anche la dea Mena la quale, figliastra di Giunone, regina fra gli dèi scelti, sovraintende insieme a quest'ultima al flusso mestruale.

Il menarca, parola italiana desueta, tipicamente usata nel linguaggio medico, significa infatti "inizio delle mestruazioni".
Mena è spesso identificata anche con la Luna da Plinio  ma anche da Geremia ed Isaia  che raccontano della diffusione del culto della Luna tra gli Ebrei, oltre che tra Egizi ed Armeni.